# 百年紀念運動場 (洛斯莫奇斯)
百年紀念體育場（西班牙語：Estadio Centenario）是一座位於墨西哥錫那羅亞州洛斯莫奇斯的多用途運動場，主要用作足球比賽。運動場能容納10,844名觀眾
自使用運動場作為主場的足球會梅西拿高斯於2020年暫停營運後，運動場一直荒廢，直至阿奥梅鎮政府於2023年5月表示將收回並修復球場。

## 外部連結
- Stadium information （页面存档备份，存于）